# Trent Woods
Trent Woods é uma cidade  localizada no estado norte-americano de Carolina do Norte, no Condado de Craven.

## Demografia
Segundo o censo norte-americano de 2000, a sua população era de 4192 habitantes.
Em 2006, foi estimada uma população de 3928, um decréscimo de 264 (-6.3%).

## Geografia
De acordo com o United States Census Bureau tem uma área de
8,9 km², dos quais 7,6 km² cobertos por terra e 1,3 km² cobertos por água.

## Localidades na vizinhança
O diagrama seguinte representa as localidades num raio de 8 km ao redor de Trent Woods.